# Fassade
Fassade is het zevende studioalbum van het Duitse muziekduo Lacrimosa. 

## Tracklist
1. "Fassade - 1. Satz"  - 09:16
2. "Der Morgen danach" - 04:17
3. "Senses" - 06:03
4. "Warum so tief?" - 09:11
5. "Fassade - 2. Satz" - 05:34
6. "Liebesspiel" - 04:38
7. "Stumme Worte" - 05:57
8. "Fassade - 3. Satz" - 07:44